# Francisco José de Lacerda e Almeida
Pour les articles homonymes, voir Lacerda et Almeida (homonymie).
Francisco José de Lacerda e Almeida est un mathématicien, géodésien, astronome et explorateur portugais. Né à Sao Paulo (Brésil) le 22 août 1753, il est décédé le 18 octobre 1798 au Kazembe (actuelle Zambie), alors vassal du Royaume Lunda, pendant son expédition de traversée de l'Afrique.

## Biographie
Diplômé de l'université de Coimbra (1777), Capitaine de frégate, il devient professeur de mathématiques à l'Académie de Marine (1778). En 1780, il participe à une expédition géodésique au Brésil visant à l'établissement de frontières. Il parcourt ainsi pendant dix ans l'Amazonie et le Mato Grosso avant de reprendre en 1790 son poste à l'Académie de Marine. 
En 1797, il reçoit la mission de traverser l'Afrique en partant du Mozambique pour rejoindre l'Angola. Il décide alors de suivre le Kunene et le Zambèze avec une caravane de cinquante soldats et quatre cents porteurs, passe entre le lac Nyassa et le lac Bangwelo, atteint en octobre 1798 le pays de Kazembé, dépasse Zumbo, au sud-ouest du lac Tanganyika, mais meurt de la malaria vers le lac Mweru.
On lui doit aussi des études sur les satellites de Jupiter.

## Œuvres
- (pt) Travessia da África (1789, publiée en 1936)
- (pt) Diarios de Viagem (1788, publiée en 1944)